# 주디 랜더스

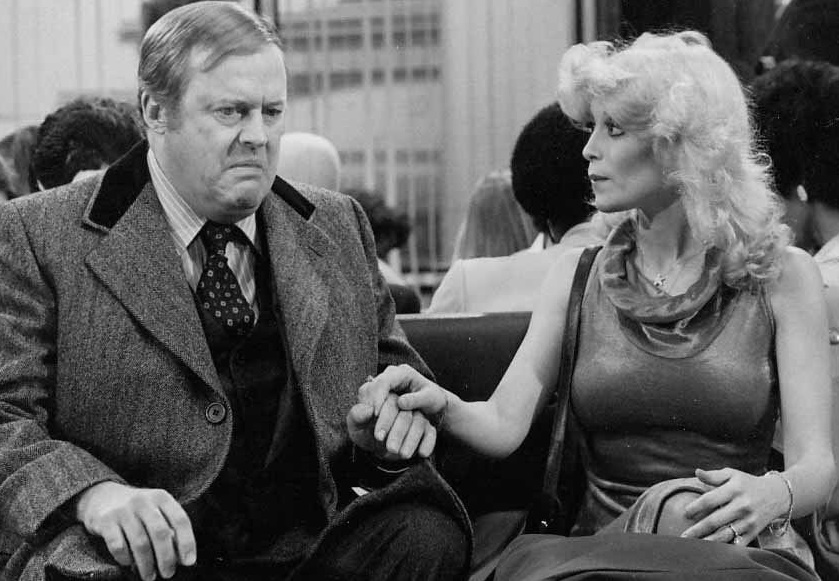
랜더스와 프랭클린 커버.

주디 랜더스(Judy Landers, 1958년 10월 7일 ~ )는 미국의 배우, 텔레비전 배우, 영화배우, 각본가이다.
필라델피아에서 태어나 뉴욕주 로클랜드군에서 성장하였다.

## 영화
- 드래곤 퓨리 (1995년)
- 엑스퍼트 웨폰 (1993년)
- 스튜어디스 스쿨 (1986년)
- LA 로 (1986년)
- 무장과 위험 (1986년)
- 유쾌한 감방 (1985년)
- 전격 Z작전 (1982년)
- 스케이트타운 (1979년)
- 꿈꾸는 낙원 (1978년)
- 베가스 (1978년)
- 사랑의 유람선 (1977년)
- 미녀 삼총사 - TV 시리즈 (1976년)